# トヤブンカ

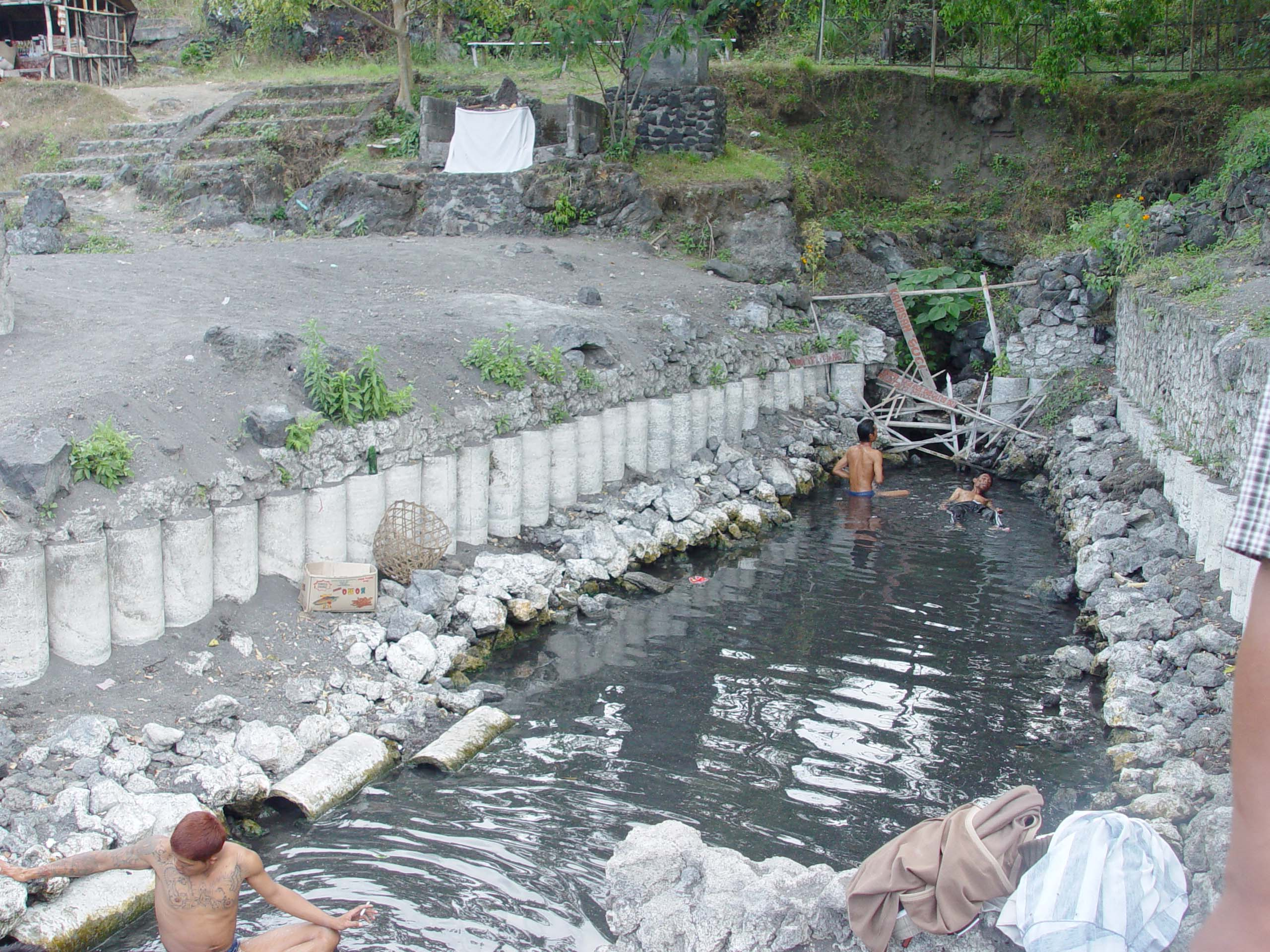
バトゥール湖畔の露天風呂

トヤブンカ(Toyabungkah)は、インドネシア共和国バリ島北東部の湖、バトゥール湖畔の集落。バリ州バンリ県キンタマーニ郡の、バトゥール・トゥンガー村の北東端にあり、バトゥール・スラタン村、ソンガンA村、ソンガンB村との村境にかかる。バトゥール湖畔の温泉で有名。
対岸のトルニャン村との間に航路がある。